# حارة بير نصر (صنعاء)
بير نصر هي إحدى حارات حي بير زيد بمدينة الروضة شمال العاصمة اليمنية "صنعاء"، بلغ تعداد سكانها 288 نسمة حسب تعداد اليمن لعام 2004.